# Расавци (Доњи Вакуф)
Расавци је насељено место у Босни и Херцеговини у општини Доњи Вакуф. Административно припада Федерацији Босне и Херцеговине, односно њеном Средњобосанском кантону. Према попису становништва из 2013. у насељу није било становника, а пре рата село је било чисто српско.

## Становништво
По последњем службеном попису становништва из 2013. године у насељу Расавци није било становника.
| Националност | 2013. | 1991.       | 1981.        | 1971.        |
| Бошњаци      | 0     | 0           | 39 (10,18%)  | 0            |
| Срби         | 0     | 61 (96,83%) | 339 (88,51%) | 302 (99,34%) |
| Хрвати       | 0     | 0           | 0            | 0            |
| Југословени  | 0     | 1 (1,58%)   | 4 (1,04%)    | 1 (0,33%)    |
| остали       | 0     | 1 (1,58%)   | 1 (0,56%)    | 1 (0,33%)    |
| Укупно       | 0     | 63          | 383          | 304          |